# 우지이에역
우지이에역(일본어: 氏家駅)은 일본 도치기현 사쿠라시에 있는 동일본 여객철도 도호쿠 본선의 역이다. 우쓰노미야 선 구간에 포함되어 있으며, 사쿠라 시의 대표적인 철도역이다.

## 타는 곳
| 1 | ■ 우쓰노미야 선 | (상행) | 우쓰노미야 · 오미야 · 우에노 방면     |
| 2 | ■ 우쓰노미야 선 | (상행) | 우쓰노미야 · 오미야 · 우에노 방면     |
| 3 | ■ 우쓰노미야 선 | (하행) | 야이타 · 나스시오바라 · 구로이소 방면 |

## 이용 현황
| 승차 인원 추이 | 승차 인원 추이      |
| 연도           | 하루 평균 승차 인원 |
| -------------- | ------------------- |
| 2000           | 2,902               |
| 2001           | 2,853               |
| 2002           | 2,852               |
| 2003           | 2,925               |
| 2004           | 2,898               |
| 2005           | 2,879               |
| 2006           | 2,854               |
| 2007           | 2,896               |
| 2008           | 2,938               |
| 2009           | 2,928               |
| 2010           | 2,899               |

## 역 주변
- 국도 제4호선
- 국도 제293호선
- 사쿠라 시청
- 우지이에 세무서
- 아시카가 은행 우지이에 지점
- 도치기 은행 우지이에 지점
- 구로스 병원
- 기누강

## 인접 정차역
| 도호쿠 본선 (우쓰노미야 선) 포함 | 도호쿠 본선 (우쓰노미야 선) 포함 | 도호쿠 본선 (우쓰노미야 선) 포함 |
| -------------------------------- | -------------------------------- | -------------------------------- |
| 호샤쿠지 우에노 방면             | ■ 통근쾌속 ■ 쾌속 '래빗' ■ 보통  | 가마스사카 구로이소 방면         |